# Вада, Мадока
Мадока Вада (яп. 和田まどか, род. 16 января 1995 года) — японская боксёрша. Призёр чемпионатов мира 2014 и 2018 года. Член сборной Японии по боксу.

## Карьера
Пятикратная победительница национального чемпионата в весовой категории до 48 кг (2013 и 2014 гг.) и до 51 кг (2015, 2016 и 2017 гг.).
На чемпионате мира 2014 года в Корее Мадока уступила в полуфинале более опытной казахстанской спортсменке Назым Кызайбай и завоевала бронзовую медаль чемпионата мира.
На 10-м чемпионате мира по боксу среди женщин в Индии, в поединке 1/2 финала, 22 ноября 2018 года, японская спортсменка встретилась с украинкой Анной Охота, уступила ей и завершила выступление на мировом первенстве, завоевав бронзовую медаль.